# Czoło (Karkonosze)
Czoło (czes. Čelo, niem. Kammsteig, ok. 1275 m n.p.m.) – szczyt w głównej grani Karkonoszy, wschodnie zwieńczenie Kowarskiego Grzbietu. Większość map i przewodników podaje wysokość 1266 (zob. np.), co odnosi się do punktu pomiarowego o takiej właśnie wysokości. Punkt ten jednak leży wyraźnie poniżej szczytu.
Na zachodzie płytka przełęcz Siodło oddziela go od Skalnego Stołu. Na południowym wschodzie stromo opada ku Przełęczy Okraj. Ku północnemu wschodowi odchodzi boczny grzbiet zakończony Krowińcem nad Kowarami. Ku północy odchodzi szeroko rozgałęziony grzbiet Wołowej Góry.
Zbudowany ze skał metamorficznych wschodniej osłony granitu karkonoskiego – głównie łupków łyszczykowych i gnejsów z wkładkami amfibolitów i łupków kwarcowych.
Grzbietem biegnie granica polsko-czeska. Szczyt położony jest na obszarze Karkonoskiego Parku Narodowego oraz czeskiego Karkonoskiego Parku Narodowego (czes. Krkonošský národní park, KRNAP).
Poniżej szczytu, na wysokości 1200 m n.p.m. znajduje się startowisko paralotniowe, cenione ze względu na znaczną deniwelację i możliwość wykonywania długich przelotów.

## Szlaki turystyczne
Grzbietem przechodzi szlak turystyczny:
- niebieski z Przełęczy Okraj na Przełęcz Sowią.

Zboczami przechodzi wiele innych szlaków po obu stronach granicy.